# Берил
Бери́л — мінерал класу силікатів, найпоширеніший мінерал берилію.

## Походження назви

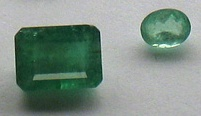
Смарагд

Назва берил походить (через латинське: Beryllus, Старо-французьке: beryl, середньоанглійське: beril) з грецької beryllos βήρυλλος що значить «дорогоцінний, синьо-зелений, кольору морської води камінь» і походить від пракритської veruliya (वॆरुलिय) і пальського veḷuriya (वेलुरिय); veḷiru (भेलिरु). З санскриту वैडूर्य Vaidurya, який в результаті походить від дравидійського, може бути, від назви Белур або Velur на півдні Індії. Термін було пізніше прийнято для позначення більш конкретно саме берилу. Пізньо латинське berillus було скорочено як brill-, що дало італійське brillare, що означає «блиск», французьке слово Brille що також означає «блиск», іспанське Brillo, означає «світитися», і англійське слово brilliance.

## Загальна характеристика

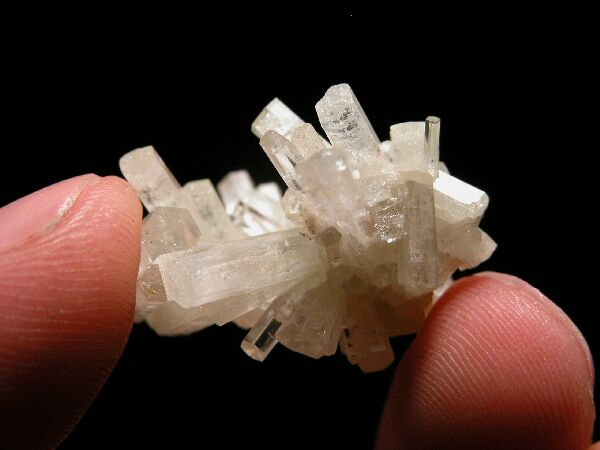
Берил, Намібія

Хімічна формула: Al2Be3[Si6O18]. Домішки Na, Cs, Rb, Li, Fe2+, Fe3+, Mn, Mg, H2O, He. Метасилікат алюмінію і берилію кільцевої будови. Містить (%): Al2О3 — 19; BeO — 14; SiO2 — 67.
Забарвленням виділяють різновиди берилу: аквамарин — зеленувато-блакитний, смарагд — яскраво-зелений та інші. Зустрічається у гранітних пегматитах, ґрейзенах і гідротермально-пневматолітових жилах, зв'язаний з кислими виверженими гірськими породами. Берил з пегматитів представлений головним чином натрієвими, натрієво-літієвими, літієво-цезієвими різновидами. Найменша кількість домішок характерна для берилу з кварцових жил, кварц- і флюорит-мусковітових ґрейзенів. Деякі з різновидів берилу — дорогоцінне каміння. Найбільш відомі пегматитові родовища берилу: Бернік-Лейк (Канада), Блек-Гілс (США), Мінас-Жерайс, Боа-Вісту (Бразилія). Дрібно- і тонковкраплені руди берилу збагачуються флотацією. В українській науковій літературі вперше описаний в лекції «Про камені та геми» Феофана Прокоповича, яка читалася в Києво-Могилянській академії в 1705—1709 рр.

## Розповсюдження

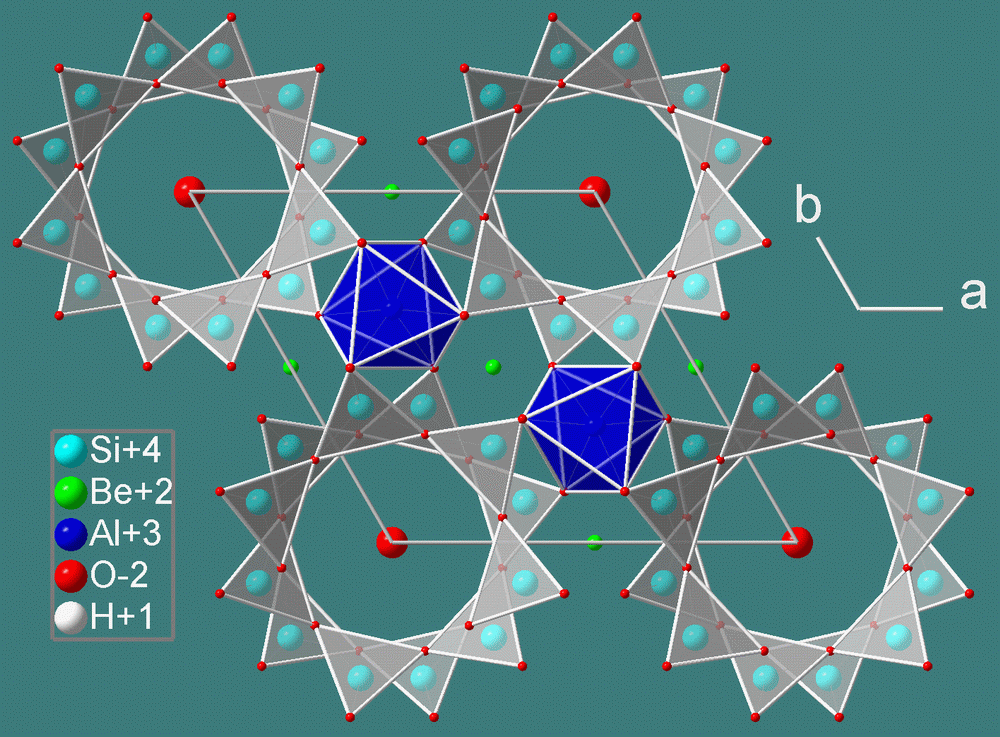
Кристалічна структура берилу

Найбільш відомі пегматитові родовища берилу: Бернік-Лейк (Канада), Блек-Хілс (США), Мінас-Жерайс, Боа-Вісту (Бразилія). Берил в Україні зустрічається у гранітних пегматитах на північному заході Українського щита і у Приазов'ї.

## Різновиди

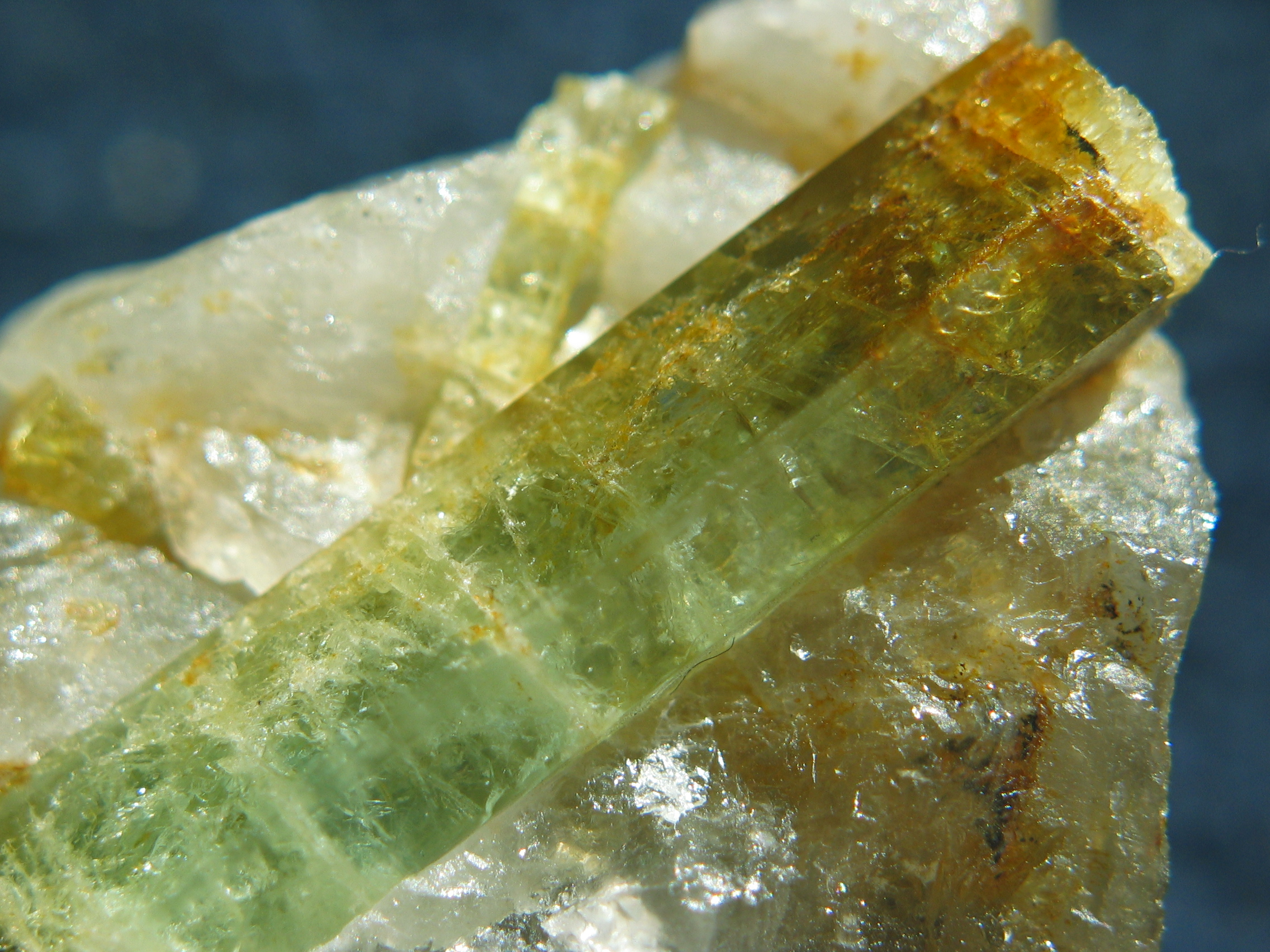
Берил з Центрального Мадагаскару

За хімічним складом виділяють такі різновиди берилу:
- берил літієвий — містить понад 1 % Li2O
- берил натрієвий — містить понад 1 % Na2O
- берил лужний — містить до 5 % (Na, K)2O
- берил цезієвий (вороб'євіт) — містить до 3 % Cs2O
- смарагд — берил, який містить до 3 % Cr2O3
- берил скандієвий — бацит

За кольором та ювелірними особливостями:
- берил Барбари — (берил з провінції Трансвааль з місцевості Барбара, ПАР);
- берил благородний — (дорогоцінний берил без включень і дефектів);
- берил блакитний — аквамарин
- берил золотистий — геліодор
- берил рожевий — варіація берилу рожево-червоного кольору
- ростерит — безбарвний або блідо-рожевий берил, представлений короткостовпчастими або таблитчастими кристалами, які містять натрій та літій або цезій. Названий на честь дослідника Г. Ростера.

## Застосування
Красиво забарвлені берили та різновиди берилу — популярні самоцвіти, використовуються як дорогоцінні камені в ювелірній справі. Хороші екземпляри берилу високо цінуються і прикрашають колекції та музейні зібрання. З берилу виготовляють також різні дрібні вироби, печатки, різьблені прикраси, а непрозорі камені («звичайний берил») є рудним мінералом і служать джерелом для отримання оксиду берилію.